# Sandiães
Sandiães ist ein Ort und eine ehemalige Gemeinde (Freguesia) im nordportugiesischen Kreis Ponte de Lima der Unterregion Minho-Lima.

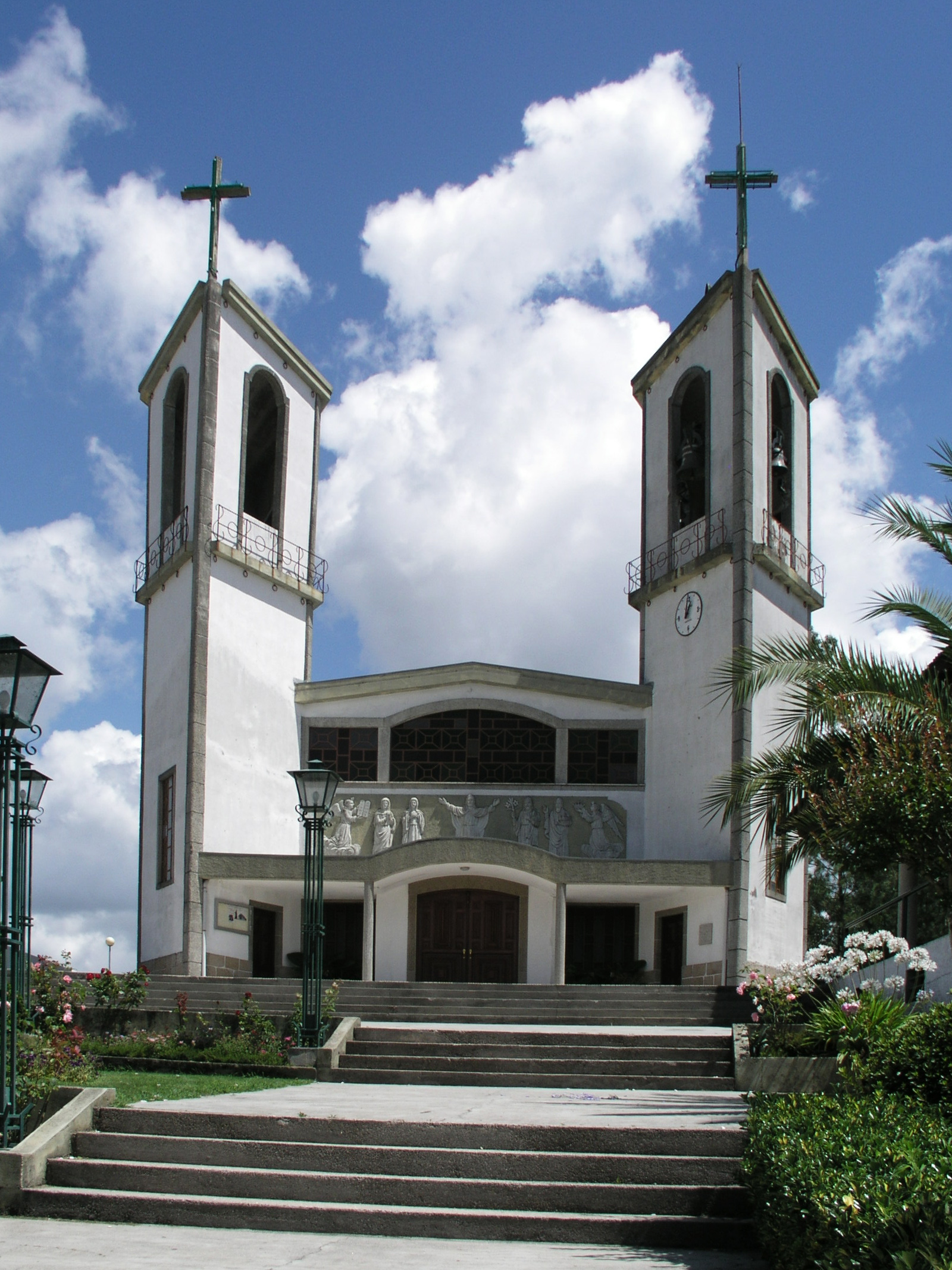
Pfarrkirche von Sandiães

 Die Gemeinde hatte 436 Einwohner (Stand 30. Juni 2011).
Am 29. September 2013 wurden die Gemeinden Sandiães, Vilar das Almas und Gaifar zur neuen Gemeinde Associação de Freguesias do Vale do Neiva zusammengeschlossen.